# ريكي سانتوس
ريكي سانتوس (بالإنجليزية: Ricky Santos)‏ هو لاعب كرة القدم الكندية أمريكي، ولد في 26 أبريل 1984 في نوروود في الولايات المتحدة.